# Heterarthrinae

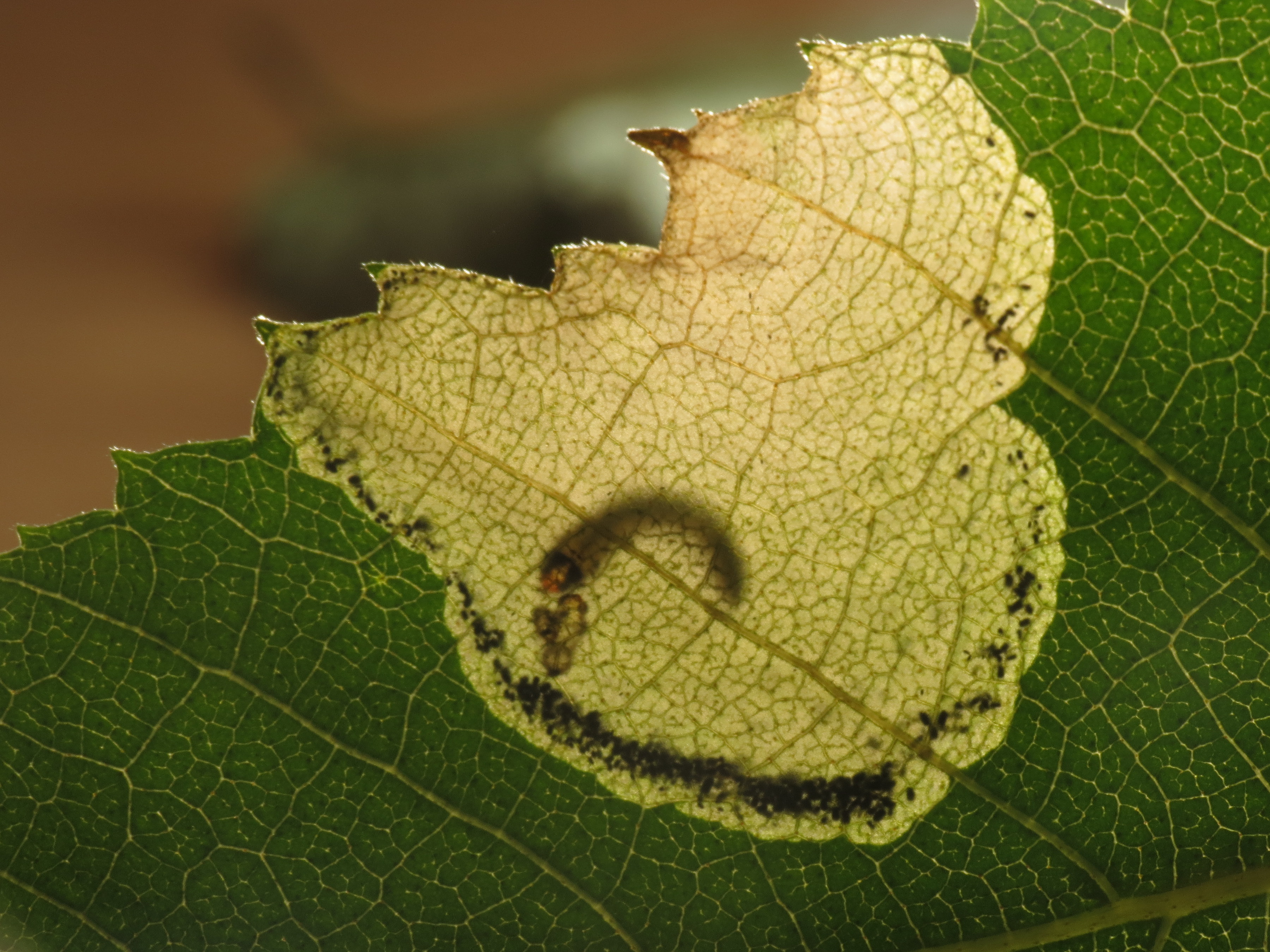
Blattmine von Scolioneura betuleti

Die Heterarthrinae sind eine Unterfamilie in der Familie der Echten Blattwespen (Tenthredinidae). Das Taxon geht auf den deutschen Entomologen Friedrich Wilhelm Konow (1842–1908) im Jahr 1911 zurück. Typusgattung ist Heterarthrus Stephens, 1835. Die Heterarthrinae kommen weltweit vor mit der größten Artenvielfalt in der gemäßigten Klimazone der nördlichen Hemisphäre. In Afrika und in Südamerika kommen nur wenige Arten vor.

## Merkmale
Die Blattwespen der Unterfamilie Heterarthrinae sind gewöhnlich klein und dunkel gefärbt. Die Vorderflügel weisen eine charakteristische Flügeladerung auf. Der Winkel zwischen den Flügeladern Cu1 und 1m-cu liegt zwischen 80° und 110°. Die Zelle M ist an der Spitze leicht verengt. Die Flügeladern m und 1m-cu sind nicht parallel. Die Schnittpunkte von M und M+Cu sowie von Rs+M und R sind weit voneinander entfernt. Die Flügelader 2r ist vorhanden.

## Lebensweise
Etwa 150 Arten der Heterarthrinae sind Minierer in Blättern ihrer Wirtspflanzen. Es gibt jedoch auch Arten deren frei bewegliche Larven von außen an den Blättern fressen. Einige dieser Arten fressen die Blätter fast vollständig auf und lassen nur noch die Blattspreite und die Blattadern übrig. Zu den Wirtspflanzen gehören u. a. Eichen und Rosengewächse. Einige der wirtschaftlich bedeutendsten Blattwespenarten gehören zu den Heterarthrinae.

## Innere Systematik
Zur Unterfamilie Heterarthrinae gehören etwa 250 beschriebene Arten in etwa 40 Gattungen. Die Tribus Fenusini gemeinsam mit den Heterarthrini gelten als eine monophyletische Gruppe.
Im Folgenden die Tribus mit einer Auswahl an Gattungen:
- Caliroini Benson, 1938
  - Caliroa Costa, 1859
  - Endelomyia Ashmead, 1898
- Fenusini MacGillivray, 1906
  - Bidigitus Smith, 1967
  - Birmella Malaise, 1964
  - Fenella Westwood, 1839
  - Fenusa Leach, 1817
  - Fenusella Enslin, 1914
  - Hinatara Benson, 1936
  - Kaliofenusa Viereck, 1910
  - Metallus Forbes, 1885
  - Nefusa Ross, 1951
  - Neomessa Koch, 1990
  - Notofenusa Benson, 1959
  - Parna Benson, 1936
  - Profenusa MacGillivray, 1914
  - Prolatus Smith, 1967
  - Scolioneura Konow, 1890
  - Setabara Ross, 1951
  - Silliana Malaise, 1949
- Heterarthrini Benson
  - Heterarthrus Stephens, 1835